# Elodes marginata
Elodes marginata är en skalbaggsart som först beskrevs av Fabricius 1798.  Elodes marginata ingår i släktet Elodes, och familjen mjukbaggar. Arten är reproducerande i Sverige.

## Bildgalleri

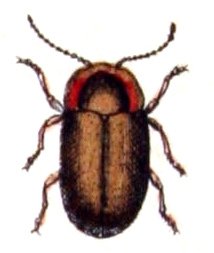